# Kloster Engelthal (Hallwangen)
Das Kloster Engelthal (Kloster Engeltal, Kloster Engenthal) war ein Dominikanerinnenkloster in Hallwangen, heute ein Stadtteil von Dornstetten im Landkreis Freudenstadt in Baden-Württemberg (Deutschland). Allerdings war das Dorf Hallwangen selbst nicht im Besitz des Klosters. Die Besitzungen erstreckten sich auf umliegende Gebiete.
Das um 1295 gegründete Kloster ist nach der Reformation 1588 abgegangen. Ein Mauerrest steht im Bereich der heutigen Kirche von Hallwangen. Der Taufstein in der Kirche von Herzogsweiler stammt aus einer Bußkapelle, die zum Kloster gehörte. Bis 1993/94 gab es in Hallwangen eine Klostermühle, deren Geschichte ebenfalls auf das Kloster Engelthal zurückgeht.
Urkundlich erwähnt ist die Stiftung des Klosters im Jahr 1292 durch den Ritter Hans von Weitingen. Am Anfang stand das Kloster unter dem Schutz der Herren von Fürstenberg. 1372 wurde das Kloster an Württemberg verkauft. 1527 ging das Kloster von Württemberg an das Tübinger Spital. Nach der Reformation wurde der Besitz an die geistliche Verwaltung in Dornstetten übergeben, was gleichzeitig der Beginn des Verfalls des Klosters war.